# ضریح‌سازی
ضریح سازی یکی از صنایع دستی است و جنبه مذهبی دارد. ضریح‌سازی نوعی فلزکاری محسوب می‌شود. برای ساخت درهای اماکن متبرکه هم از ضریح‌سازی استفاده می‌شود. در بیشتر مواقع برای درست کردن ضریح، تیمی از فلزکاران با هم همکاری می‌کنند. زرگران، قلمزنان، مشبک کاران، میناکاران در این گروه هستند. در ضریح‌سازی نباید آیات قرآن و نام بانی را ذکر کرد. اجزاء تشکیل دهنده ضریح به ترتیب بدنه و اسکلت، پیکره‌های سنگی، ستون‌ها، پایه ستون، گوی ماسوره‌ها، لچکی‌ها، ترنج‌ها، کتیبه‌های نقره، حواشی برجسته کاری، کتیبه‌های طلا مشبک‌های طلایی، زهوارها، میخ‌های تزیینی، گلدان‌ها، نقاشی‌های داخل ضریح و پارچه روی سقف مزار می‌باشد.